# Sielsowiet Łyszcze
Sielsowiet Łyszcze (biał. Лышчанскі сельсавет; ros. Лыщенский сельсовет) – sielsowiet na Białorusi, w obwodzie brzeskim, w rejonie pińskim, z siedzibą w Łyszczach.
Według spisu z 2009 sielsowiet Łyszcze zamieszkiwało 1197 osób, w tym 1155 Białorusinów (96,49%), 19 Rosjan (1,59%), 14 Ukraińców (1,17%), 2 Polaków (0,17%), 4 osoby innych narodowości i 3 osoby, które nie podały żadnej narodowości.

## Miejscowości
- wsie:
  - Józefin
  - Łyszcze
  - Pawlinów
  - Puczyny
  - Zaborowce